# Juventus Football Club 2024-2025 (femminile)
Questa voce raccoglie le informazioni riguardanti la squadra femminile della Juventus Football Club nelle competizioni ufficiali della stagione 2024-2025.

## Stagione
All'inizio della stagione 2024-2025 Massimiliano Canzi è stato nominato nuovo allenatore della squadra.
Alla sua settima partecipazione consecutiva all'UEFA Women's Champions League, la Juventus ha superato le francesi del Paris Saint-Germain nel secondo turno delle qualificazioni, vincendo sia la gara d'andata che quella di ritorno, conquistando l'accesso alla fase a gironi della competizione. Sorteggiata nel gruppo C assieme alle inglesi dell'Arsenal, alle tedesche del Bayern Monaco e alle norvegesi del Vålerenga, la Juventus ha ottenuto due vittorie – entrambe contro il Vålerenga – e quattro sconfitte, concludendo al terzo posto e venendo, perciò, eliminata dalla competizione.
La squadra ha dominato il campionato di Serie A, mantenendo la testa della classifica dalla prima giornata della stagione regolare all'ultima della poule scudetto, vincendo lo scudetto per la sesta volta nella sua storia – per la prima volta nell'era professionistica. Ha vinto le prime sei partite, subendo la prima sconfitta solo alla quindicesima giornata dopo averne vinte dodici su quattordici. Dopo aver iniziato la poule scudetto con sette punti di vantaggio sull'Inter, seconda in classifica, ha mantenuto la posizione e vinto il titolo con tre giornate di anticipo. A corollario, Cristiana Girelli ha vinto la classifica marcatrici della Serie A con 19 reti realizzate. L'ultima partita di campionato, disputata il 10 maggio 2025 allo Juventus Stadium contro l'Inter e davanti a un pubblico di circa 15000 spettatori, è stata l'ultima da calciatrice per la capitana Sara Gama.
La Juventus ha ottenuto un double, conquistando oltre allo scudetto anche la Coppa Italia, la quarta della sua storia. Dopo aver eliminato il Verona agli ottavi di finale, ai quarti di finale ha superato la Lazio, riuscendo ad evitare l'eliminazione dopo che all'intervallo della gara di ritorno era in svantaggio di tre reti; quindi in semifinale ha battuto la Fiorentina sia all'andata sia al ritorno, qualificandosi per la finale di Como. Qui ha battuto agevolmente la Roma per 4-0, realizzando tutte le reti nell'arco di una ventina di minuti nel primo tempo.

## Divise e sponsor
Lo sponsor tecnico per la stagione 2024-2025 è adidas. Inizialmente non è presente uno sponsor principale, cosicché per i primi impegni stagionali la squadra sceglie di dare visibilità all'organizzazione non governativa Save the Children; quindi da ottobre in poi subentra TikTok come front sponsor. Il back sponsor è Cygames, mentre da dicembre in avanti debutta lo sleeve sponsor TIM.
Le divise sono le stesse adottate dalla squadra maschile: la prima divisa è bianconera, con palatura abbastanza ampia, abbinata a pantaloncini e calzettoni neri; la seconda è a predominanza gialla, con inserti rosa e blu, abbinata a pantaloncini e calzettoni avorio; infine la terza consta di un completo blu marino con dettagli dorati.
| Casa | Trasferta | Terza divisa |

Per i portieri sono disponibili quattro divise in varianti rosso, verde, grigio e azzurro.
| 1ª portiere | 2ª portiere | 3ª portiere | 4ª portiere |

## Organigramma societario
Organigramma societario come da sito ufficiale.
Area sportiva
- Head of Women: Stefano Braghin
- Team Manager: Raffaella Masciadri

Area tecnica
- Allenatore: Massimiliano Canzi
- Allenatore in seconda: Ivan Moretto
- Assistente: Paolo Beruatto
- Preparatore atletico: Emanuele Chiappero, Enrico Picco
- Preparatore dei portieri: Giuseppe Mammoliti
- Individual Development Coach: Stefano Alfero
- Match Analyst: Maeva Ruiz

Area sanitaria
- Responsabile sanitario: Chiara Vignati
- Medico: Paolo Gola
- Medico: Paolo Gentili
- Fisioterapista: Stefano Alice
- Fisioterapista: Carmen Maria Marquez Sanchez
- Riabilitatrice: Pilar Hueso Martos
- Nutrizionista: Micol Purrotti
- Nutrizionista: Marco Zese
- Centro medico: J-Medical

## Rosa
Rosa aggiornata al 4 febbraio 2025.
| N. |                      | Ruolo | Calciatrice            |
| -- | -------------------- | ----- | ---------------------- |
| 3  | Italia (bandiera)    | D     | Sara Gama (capitano)   |
| 4  | Svezia (bandiera)    | D     | Emma Kullberg          |
| 5  | Norvegia (bandiera)  | D     | Mathilde Harviken      |
| 6  | Italia (bandiera)    | C     | Eva Schatzer           |
| 7  | Svizzera (bandiera)  | A     | Alisha Lehmann         |
| 8  | Italia (bandiera)    | C     | Martina Rosucci        |
| 9  | Italia (bandiera)    | A     | Sofia Cantore          |
| 10 | Italia (bandiera)    | A     | Cristiana Girelli      |
| 11 | Italia (bandiera)    | A     | Barbara Bonansea       |
| 13 | Italia (bandiera)    | D     | Lisa Boattin           |
| 14 | Danimarca (bandiera) | A     | Amalie Vangsgaard      |
| 15 | Svezia (bandiera)    | C     | Hanna Bennison         |
| 16 | Francia (bandiera)   | P     | Pauline Peyraud-Magnin |
| 17 | Italia (bandiera)    | A     | Asia Bragonzi          |
| 17 | Norvegia (bandiera)  | C     | Emma Stølen Godø       |

| N. |                        | Ruolo | Calciatrice                    |
| -- | ---------------------- | ----- | ------------------------------ |
| 18 | Italia (bandiera)      | A     | Chiara Beccari                 |
| 19 | Francia (bandiera)     | A     | Lindsey Thomas                 |
| 20 | Francia (bandiera)     | D     | Estelle Cascarino              |
| 21 | Italia (bandiera)      | C     | Arianna Caruso                 |
| 22 | Italia (bandiera)      | D     | Valentina Bergamaschi          |
| 23 | Italia (bandiera)      | D     | Cecilia Salvai (vice capitano) |
| 24 | Svezia (bandiera)      | C     | Elsa Pelgander                 |
| 25 | Svizzera (bandiera)    | D     | Viola Calligaris               |
| 27 | Germania (bandiera)    | C     | Paulina Krumbiegel             |
| 29 | Italia (bandiera)      | C     | Eleonora Ferraresi             |
| 31 | Italia (bandiera)      | P     | Alessia Capelletti             |
| 33 | Stati Uniti (bandiera) | C     | Abi Brighton                   |
| 34 | Italia (bandiera)      | D     | Azzurra Gallo                  |
| 44 | Canada (bandiera)      | P     | Lysianne Proulx                |
| 71 | Italia (bandiera)      | D     | Martina Lenzini                |

## Calciomercato

### Sessione estiva
| Acquisti         | Acquisti              | Acquisti            | Acquisti      |
| R.               | Nome                  | da                  | Modalità      |
| ---------------- | --------------------- | ------------------- | ------------- |
| P                | Alessia Capelletti    | Parma               | [ 24 ]        |
| P                | Lysianne Proulx       | Bay FC              | [ 25 ]        |
| D                | Valentina Bergamaschi | Milan               | [ 26 ]        |
| D                | Sara Caiazzo          | Pomigliano          | fine prestito |
| D                | Viola Calligaris      | Paris Saint-Germain | [ 27 ]        |
| D                | Michela Giordano      | Sampdoria           | fine prestito |
| C                | Emma Kullberg         | Brighton & Hove     | [ 28 ]        |
| C                | Melissa Bellucci      | Fiorentina          | fine prestito |
| C                | Hanna Bennison        | Everton             | [ 29 ]        |
| C                | Paulina Krumbiegel    | Hoffenheim          | [ 30 ]        |
| C                | Manuela Sciabica      | Sassuolo            | [ 31 ]        |
| C                | Eva Schatzer          | Sampdoria           | fine prestito |
| A                | Chiara Beccari        | Sassuolo            | fine prestito |
| A                | Agnese Bonfantini     | Inter               | fine prestito |
| A                | Alisha Lehmann        | Aston Villa         | [ 32 ]        |
| A                | Amalie Vangsgaard     | Paris Saint-Germain | [ 33 ]        |
| Altre operazioni |                       |                     |               |
| R.               | Nome                  | da                  | Modalità      |
| P                | Beatrice Beretta      | Napoli              | fine prestito |
| P                | Camilla Forcinella    | Genoa               | fine prestito |
| D                | Sofia Bertucci        | Napoli              | fine prestito |
| D                | Margherita Brscic     | Bologna             | fine prestito |
| D                | Federica D'Auria      | Cesena              | fine prestito |
| D                | Bénédicte Simon       | Sassuolo            | fine prestito |
| C                | Alice Giai            | Napoli              | fine prestito |
| A                | Nicole Arcangeli      | Pomigliano          | fine prestito |
| A                | Alice Ilaria Berti    | Ternana             | fine prestito |
| A                | Elisa Pfattner        | Neulengbach         | fine prestito |
| A                | Magdalena Sobal       | Pogoń Tczew         | [ 34 ]        |

| Cessioni         | Cessioni                 | Cessioni            | Cessioni       |
| R.               | Nome                     | a                   | Modalità       |
| ---------------- | ------------------------ | ------------------- | -------------- |
| P                | Roberta Aprile           | Sampdoria           | prestito       |
| P                | Ilaria Toniolo           | Parma               | prestito       |
| D                | Federica Cafferata       | Sampdoria           | prestito       |
| D                | Sara Caiazzo             | Sassuolo            | prestito       |
| D                | Viola Calligaris         | Paris Saint-Germain | fine prestito  |
| D                | Michela Giordano         | Napoli              | [ 39 ]         |
| D                | Amanda Nildén            | Tottenham           | [ 40 ]         |
| D                | Gloria Slišković         | Napoli              | prestito       |
| C                | Melissa Bellucci         | Napoli              | prestito       |
| C                | Maëlle Garbino           | Paris FC            | [ 41 ]         |
| C                | Julia Grosso             |                     | fine contratto |
| C                | Sara Björk Gunnarsdóttir |                     | fine contratto |
| C                | Ella Palis               | Montpellier         | [ 44 ]         |
| C                | Manuela Sciabica         | Napoli              | prestito       |
| A                | Lineth Beerensteyn       |                     | fine contratto |
| A                | Agnese Bonfantini        | Juventus            | prestito       |
| A                | Jennifer Echegini        |                     | fine contratto |
| A                | Paulina Nyström          | Häcken              | [ 48 ]         |
| Altre operazioni |                          |                     |                |
| R.               | Nome                     | a                   | Modalità       |
| P                | Soledad Belotto          | Independiente Ivrea | prestito       |
| P                | Camilla Forcinella       | Genoa               | prestito       |
| P                | Sabrina Nespolo          | Sampdoria           | prestito       |
| D                | Sofia Bertucci           | Sampdoria           | prestito       |
| D                | Margherita Brscic        | Freedom             | prestito       |
| D                | Federica D'Auria         | Lazio               | prestito       |
| D                | Bénédicte Simon          |                     | fine contratto |
| D                | Martina Toniolo          | Fiorentina          | [ 54 ]         |
| C                | Alice Giai               | Napoli              | prestito       |
| A                | Nicole Arcangeli         | Sampdoria           | prestito       |
| A                | Alice Ilaria Berti       | Brescia             | prestito       |
| A                | Giulia Bison             | Sampdoria           | prestito       |
| A                | Giorgia Berveglieri      | Brescia             | prestito       |
| A                | Ginevra Moretti          | Napoli              | prestito       |
| A                | Elisa Pfattner           | Neulengbach         | prestito       |
| A                | Magdalena Sobal          | Brescia             | prestito       |

### Sessione invernale
| Acquisti         | Acquisti           | Acquisti              | Acquisti      |
| R.               | Nome               | da                    | Modalità      |
| ---------------- | ------------------ | --------------------- | ------------- |
| D                | Mathilde Harviken  | Rosenborg             | [ 57 ]        |
| C                | Abi Brighton       | Vanderbilt Commodores | [ 58 ]        |
| C                | Emma Stølen Godø   | Vålerenga             | [ 59 ]        |
| Altre operazioni |                    |                       |               |
| R.               | Nome               | da                    | Modalità      |
| P                | Roberta Aprile     | Sampdoria             | fine prestito |
| P                | Ilaria Toniolo     | Parma                 | fine prestito |
| D                | Federica Cafferata | Sampdoria             | fine prestito |
| D                | Martina Pizzolato  | ChievoVerona FM       | [ 63 ]        |
| C                | Alice Giai         | Napoli                | fine prestito |
| A                | Giulia Bison       | Sampdoria             | fine prestito |
| A                | Cecilia Cavallin   | ChievoVerona FM       | [ 63 ]        |

| Cessioni         | Cessioni           | Cessioni        | Cessioni   |
| R.               | Nome               | a               | Modalità   |
| ---------------- | ------------------ | --------------- | ---------- |
| C                | Arianna Caruso     | Bayern Monaco   | prestito   |
| C                | Elsa Pelgander     | Djurgården      | prestito   |
| A                | Asia Bragonzi      | Genoa           | prestito   |
| Altre operazioni |                    |                 |            |
| R.               | Nome               | a               | Modalità   |
| P                | Roberta Aprile     | Como            | prestito   |
| P                | Ilaria Toniolo     |                 | svincolata |
| D                | Federica Cafferata | Lazio           | prestito   |
| D                | Martina Pizzolato  | ChievoVerona FM | prestito   |
| C                | Alice Giai         | Bologna         | prestito   |
| A                | Nicole Arcangeli   | Sampdoria       | definitivo |
| A                | Giulia Bison       | Freedom         | prestito   |
| A                | Cecilia Cavallin   | ChievoVerona FM | prestito   |

## Risultati

### Serie A

#### Prima fase

##### Girone di andata
| Arbitro: | Ursini (Pescara) |

|                                      |           |                                                                                      |
| Clelland 16’ Fisher 54’ Gallazzi 75’ | Marcatori | 7’ Beccari 20’ (rig.) Girelli 35’ Bergamaschi 48’ Cantore 82’ Vangsgaard 86’ Lehmann |

| Arbitro: | Frasyniak (Gallarate) |

|                                                        |           |                         |
| Caruso 16’ Bennison 19’ Bergamaschi 52’ Krumbiegel 81’ | Marcatori | 4’ Kramžar 36’ Nischler |

| Arbitro: | Marotta (Sapri) |

|             |           |                          |
| Goldoni 29’ | Marcatori | 10’ Schatzer 84’ Cantore |

| Arbitro: | Madonia (Palermo) |

|                                                      |           |  |
| Caruso 39’ Vangsgaard 55’ Krumbiegel 67’ Rosucci 88’ | Marcatori |  |

| Arbitro: | Gandino (Alessandria) |

|  |           |                  |
|  | Marcatori | 37’, 49’ Girelli |

| Arbitro: | Calzavara (Varese) |

|                          |           |               |
| Bonansea 13’ Cantore 35’ | Marcatori | 90+3’ Glionna |

| Milano 20 ottobre 2024, ore 12:00 CEST 7ª giornata | Inter                  | 0 – 0 referto referto 2 | Juventus | Arena Civica\| Arbitro: \| Grasso (Ariano Irpino) \| |
| Arbitro:                                           | Grasso (Ariano Irpino) |                         |          |                                                      |

| Arbitro: | Mastrodomenico (Matera) |

|  |           |                                                    |
|  | Marcatori | 9’ (rig.) Girelli 44’ Krumbiegel 70’ (rig.) Caruso |

| Arbitro: | Di Francesco (Ostia Lido) |

|                                  |           |  |
| Girelli 5’ Caruso 9’ Cantore 53’ | Marcatori |  |

##### Girone di ritorno
| Arbitro: | Recchia (Brindisi) |

|                        |           |                      |
| Girelli 4’ Lehmann 60’ | Marcatori | 20’, 80’ Chmielinski |

| Arbitro: | Ancora (Roma 1) |

|         |           |                                                    |
| Kerr 7’ | Marcatori | 11’ Bonansea 31’ Girelli 45+2’ Caruso 73’ Schatzer |

| Arbitro: | Renzi (Pesaro) |

|                                      |           |                           |
| Cantore 48’ Girelli 58’ Bonansea 90’ | Marcatori | 71’ Le Bihan 76’ Visentin |

| Arbitro: | De Angeli (Milano) |

|  |           |                                 |
|  | Marcatori | 47’, 50’ Cantore 90+2’ Bonansea |

| Arbitro: | Di Mario (Ciampino) |

|                                         |           |  |
| Bergamaschi 8’ Schatzer 29’ Girelli 41’ | Marcatori |  |

| Arbitro: | Allegretta (Molfetta) |

|                                            |           |              |
| Dragoni 3’ Giugliano 71’ Linari 83’ (rig.) | Marcatori | 59’ Bonansea |

| Arbitro: | Sacchi (Macerata) |

|                         |           |  |
| Cantore 27’ Girelli 30’ | Marcatori |  |

| Arbitro: | Vergaro (Napoli) |

|             |           |            |
| Cantore 52’ | Marcatori | 74’ Andrup |

| Arbitro: | Mazzoni (Prato) |

|  |           |                                                                           |
|  | Marcatori | 25’, 31’ (rig.), 39’ Girelli 27’ Boattin 89’ Bergamaschi 90+1’ Vangsgaard |

#### Poule scudetto

##### Girone di andata
| Arbitro: | Pezzopane (L'Aquila) |

|                                    |           |                                |
| Harviken 19’ Girelli 25’, 54’, 60’ | Marcatori | 22’ Minami 24’ Haavi 57’ Viens |

| Arbitro: | Bozzetto (Bergamo) |

|                                  |           |                         |
| Dompig 19’ (rig.) Karczewska 90’ | Marcatori | 63’ Beccari 72’ Girelli |

| Arbitro: | Di Loreto (Terni) |

|  |           |                 |
|  | Marcatori | 7’, 76’ Boquete |

| 22 marzo 2025 4ª giornata |  | – Turno di riposo |  |  |

| Arbitro: | Diop (Treviglio) |

|                                                 |           |                         |
| Tomaselli 55’ Wullaert 90+3’ (rig.) Polli 90+5’ | Marcatori | 45’ Beccari 88’ Cantore |

##### Girone di ritorno
| Arbitro: | Ferrieri Caputi (Livorno) |

|              |           |                            |
| Giacinti 83’ | Marcatori | 9’ Stølen Godø 31’ Cantore |

| Arbitro: | Di Reda (Molfetta) |

|                           |           |  |
| Girelli 45+1’ (rig.), 47’ | Marcatori |  |

| Arbitro: | Ubaldi (Roma 1) |

|                                    |           |                   |
| Janogy 9’, 81’ Severini 25’ (rig.) | Marcatori | 90+1’ Stølen Godø |

| 3 maggio 2025 9ª giornata |  | – Turno di riposo |  |  |

| Arbitro: | Sfira (Pordenone) |

|  |           |            |
|  | Marcatori | 76’ Bugeja |

### Coppa Italia
| Arbitro: | Kovacevic (Arco Riva) |

|  |           |                                                  |
|  | Marcatori | 4’ Cantore 6’ Beccari 10’ Boattin 20’ Vangsgaard |

| Arbitro: | Frasynyak (Gallarate) |

|              |           |                                           |
| Piemonte 50’ | Marcatori | 41’ Bonansea 86’ Vangsgaard 90+2’ Cantore |

| Arbitro: | Poli (Verona) |

|                   |           |                                |
| Kullberg 79’, 88’ | Marcatori | 21’, 48’ Simonetti 45+1’ Kaján |

| Arbitro: | Gasperotti (Rovereto) |

|                          |           |                                         |
| Bonfantini 10’ Færge 13’ | Marcatori | 5’ Harviken 35’ Bonansea 75’ Vangsgaard |

| Arbitro: | Drigo (Portogruaro) |

|                 |           |  |
| Stølen Godø 24’ | Marcatori |  |

| Arbitro: | Colombo (Como) |

|                                                |           |  |
| Girelli 13’ (rig.), 34’ Cantore 21’ Thomas 30’ | Marcatori |  |

### Women's Champions League

#### Qualificazioni
| Arbitro: | Michel |

|                                        |           |             |
| Vangsgaard 7’ Cantore 34’ Bennison 61’ | Marcatori | 12’ Samoura |

| Arbitro: | Klarlund |

|                     |           |                         |
| Leuchter 54’ (rig.) | Marcatori | 3’ Cantore 72’ Bonansea |

#### Fase a gironi
| Arbitro: | Bastos |

|  |           |             |
|  | Marcatori | 29’ Cantore |

| Arbitro: | Projkovska |

|  |           |                         |
|  | Marcatori | 17’ Dallmann 73’ Harder |

| Arbitro: | Cvetković |

|  |           |                                                     |
|  | Marcatori | 38’ Maanum 75’ Blackstenius 80’ Caldentey 87’ Foord |

| Arbitro: | Augustyn |

|            |           |  |
| Hurtig 89’ | Marcatori |  |

| Arbitro: | Frappart |

|                                                  |           |  |
| Damnjanović 22’ Harder 52’ Bühl 73’ Şehitler 82’ | Marcatori |  |

| Arbitro: | Rivera Olmedo |

|                                         |           |  |
| Bergamaschi 6’ Cantore 56’ Kullberg 64’ | Marcatori |  |

## Statistiche

### Statistiche di squadra
| Competizione             | Punti | In casa | In casa | In casa | In casa | In casa | In casa | In trasferta | In trasferta | In trasferta | In trasferta | In trasferta | In trasferta | Totale | Totale | Totale | Totale | Totale | Totale | DR  |
| Competizione             | Punti | G       | V       | N       | P       | Gf      | Gs      | G            | V            | N            | P            | Gf           | Gs           | G      | V      | N      | P      | Gf     | Gs     | DR  |
| ------------------------ | ----- | ------- | ------- | ------- | ------- | ------- | ------- | ------------ | ------------ | ------------ | ------------ | ------------ | ------------ | ------ | ------ | ------ | ------ | ------ | ------ | --- |
| Serie A                  | 55    | 13      | 9       | 2       | 2       | 30      | 14      | 13           | 8            | 2            | 3            | 34           | 17           | 26     | 17     | 4      | 5      | 64     | 31     | +33 |
| Coppa Italia             | -     | 2       | 1       | 0       | 1       | 3       | 3       | 3            | 3            | 0            | 0            | 10           | 4            | 6      | 5      | 0      | 1      | 17     | 6      | +11 |
| Women's Champions League | -     | 4       | 2       | 0       | 2       | 6       | 7       | 4            | 2            | 0            | 2            | 3            | 6            | 8      | 4      | 0      | 4      | 9      | 13     | -4  |
| Totale                   | -     | 19      | 12      | 2       | 5       | 39      | 24      | 20           | 13           | 2            | 5            | 47           | 26           | 40     | 26     | 4      | 10     | 90     | 50     | +40 |

### Andamento in campionato
| Giornata  | 1 | 2 | 3 | 4 | 5 | 6 | 7 | 8 | 9 | 10 | 11 | 12 | 13 | 14 | 15 | 16 | 17 | 18 | 19 | 20 | 21 | 22 | 23 | 24 | 25 | 26 | 27 | 28 |
| --------- | - | - | - | - | - | - | - | - | - | -- | -- | -- | -- | -- | -- | -- | -- | -- | -- | -- | -- | -- | -- | -- | -- | -- | -- | -- |
| Luogo     | T | C | T | C | T | C | T | T | C | C  | T  | C  | T  | C  | T  | C  | C  | T  | C  | T  | C  | R  | T  | T  | C  | T  | R  | C  |
| Risultato | V | V | V | V | V | V | N | V | V | N  | V  | V  | V  | V  | P  | V  | N  | V  | V  | N  | P  | -  | P  | V  | V  | P  | -  | P  |
| Posizione | 1 | 1 | 1 | 1 | 1 | 1 | 1 | 1 | 1 | 1  | 1  | 1  | 1  | 1  | 1  | 1  | 1  | 1  | 1  | 1  | 1  | 1  | 1  | 1  | 1  | 1  | 1  | 1  |

Legenda:

Luogo: C = Casa; T = Trasferta. Risultato: V = Vittoria; N = Pareggio; P = Sconfitta.

### Statistiche delle giocatrici
| Giocatore         | Serie A  | Serie A | Serie A     | Serie A    | Coppa Italia | Coppa Italia | Coppa Italia | Coppa Italia | UEFA Champions League | UEFA Champions League | UEFA Champions League | UEFA Champions League | Totale   | Totale | Totale      | Totale     |
| Giocatore         | Presenze | Reti    | Ammonizioni | Espulsioni | Presenze     | Reti         | Ammonizioni  | Espulsioni   | Presenze              | Reti                  | Ammonizioni           | Espulsioni            | Presenze | Reti   | Ammonizioni | Espulsioni |
| ----------------- | -------- | ------- | ----------- | ---------- | ------------ | ------------ | ------------ | ------------ | --------------------- | --------------------- | --------------------- | --------------------- | -------- | ------ | ----------- | ---------- |
| C. Beccari        | 20       | 3       | 0           | 0          | 4            | 1            | 0            | 0            | 6                     | 0                     | 0                     | 0                     | 30       | 4      | 0           | 0          |
| H. Bennison       | 23       | 1       | 1           | 0          | 5            | 0            | 0            | 0            | 7                     | 1                     | 1                     | 0                     | 35       | 2      | 2           | 0          |
| V. Bergamaschi    | 19       | 4       | 0           | 0          | 6            | 0            | 0            | 0            | 8                     | 1                     | 0                     | 0                     | 33       | 5      | 0           | 0          |
| L. Boattin        | 15       | 1       | 0           | 0          | 4            | 1            | 0            | 0            | 5                     | 0                     | 0                     | 0                     | 24       | 2      | 0           | 0          |
| B. Bonansea       | 19       | 5       | 0           | 0          | 6            | 2            | 1            | 0            | 8                     | 1                     | 0                     | 0                     | 33       | 8      | 1           | 0          |
| A. Bragonzi       | 2        | 0       | 0           | 0          | 1            | 0            | 0            | 0            | 0                     | 0                     | 0                     | 0                     | 3        | 0      | 0           | 0          |
| A. Brighton       | 12       | 0       | 3           | 0          | 5            | 0            | 0            | 0            | -                     | -                     | -                     | -                     | 17       | 0      | 3           | 0          |
| V. Calligaris     | 8        | 0       | 0           | 0          | 4            | 0            | 0            | 0            | 8                     | 0                     | 1                     | 0                     | 20       | 0      | 1           | 0          |
| S. Cantore        | 25       | 11      | 1           | 0          | 6            | 3            | 0            | 0            | 8                     | 4                     | 0                     | 0                     | 39       | 18     | 1           | 0          |
| A. Capelletti     | 2        | -4      | 0           | 0          | 1            | 0            | 0            | 0            | 0                     | 0                     | 0                     | 0                     | 3        | -4     | 0           | 0          |
| A. Caruso         | 13       | 5       | 2           | 0          | 1            | 0            | 0            | 0            | 8                     | 0                     | 1                     | 0                     | 22       | 5      | 3           | 0          |
| E. Cascarino      | 9        | 0       | 2           | 0          | 0            | 0            | 0            | 0            | 6                     | 0                     | 2                     | 0                     | 15       | 0      | 4           | 0          |
| E. Ferraresi      | 0        | 0       | 0           | 0          | 0            | 0            | 0            | 0            | 1                     | 0                     | 0                     | 0                     | 1        | 0      | 0           | 0          |
| A. Gallo          | 4        | 0       | 1           | 0          | 2            | 0            | 0            | 0            | 1                     | 0                     | 0                     | 0                     | 7        | 0      | 1           | 0          |
| S. Gama           | 5        | 0       | 1           | 0          | -            | -            | -            | -            | 1                     | 0                     | 0                     | 0                     | 6        | 0      | 1           | 0          |
| C. Girelli        | 24       | 19      | 0           | 0          | 5            | 2            | 0            | 0            | 5                     | 0                     | 1                     | 0                     | 34       | 21     | 1           | 0          |
| M. Harviken       | 11       | 1       | 2           | 0          | 3            | 1            | 1            | 0            | -                     | -                     | -                     | -                     | 14       | 2      | 3           | 0          |
| P. Krumbiegel     | 24       | 3       | 3           | 0          | 4            | 0            | 0            | 0            | 7                     | 0                     | 1                     | 0                     | 35       | 3      | 4           | 0          |
| E. Kullberg       | 19       | 0       | 2           | 0          | 5            | 2            | 0            | 0            | 7                     | 1                     | 1                     | 0                     | 31       | 3      | 3           | 0          |
| A. Lehmann        | 16       | 2       | 0           | 0          | 4            | 0            | 0            | 0            | 2                     | 0                     | 0                     | 0                     | 22       | 2      | 0           | 0          |
| M. Lenzini        | 16       | 0       | 1           | 0          | 2            | 0            | 0            | 0            | 6                     | 0                     | 0                     | 0                     | 24       | 0      | 1           | 0          |
| E. Pelgander      | 3        | 0       | 0           | 0          | 1            | 0            | 0            | 0            | 0                     | 0                     | 0                     | 0                     | 4        | 0      | 0           | 0          |
| P. Peyraud-Magnin | 21       | -22     | 0           | 0          | 3            | -2           | 0            | 0            | 7                     | -13                   | 0                     | 0                     | 31       | -37    | 0           | 0          |
| L. Proulx         | 4        | -5      | 0           | 0          | 2            | -4           | 0            | 0            | 1                     | 0                     | 0                     | 0                     | 7        | -9     | 0           | 0          |
| M. Rosucci        | 16       | 1       | 1           | 0          | 4            | 0            | 0            | 0            | 4                     | 0                     | 0                     | 0                     | 24       | 1      | 1           | 0          |
| C. Salvai         | 2        | 0       | 0           | 0          | 1            | 0            | 0            | 0            | -                     | -                     | -                     | -                     | 3        | 0      | 0           | 0          |
| E. Schatzer       | 21       | 3       | 2           | 0          | 4            | 0            | 0            | 0            | 7                     | 0                     | 2                     | 0                     | 32       | 3      | 4           | 0          |
| E. Stølen Godø    | 7        | 2       | 1           | 0          | 2            | 1            | 0            | 0            | -                     | -                     | -                     | -                     | 9        | 3      | 1           | 0          |
| L. Thomas         | 24       | 0       | 0           | 0          | 5            | 1            | 0            | 0            | 7                     | 0                     | 0                     | 0                     | 36       | 1      | 0           | 0          |
| A. Vangsgaard     | 21       | 3       | 0           | 0          | 6            | 3            | 1            | 0            | 8                     | 1                     | 0                     | 0                     | 35       | 7      | 1           | 0          |

## Giovanili

### Organigramma
Area sportiva
- Head of Women Academy: Carola Coppo

Area tecnica
- Under 19[72]
  - Allenatore: Marco Bruzzano

- Under 17[73]
  - Allenatore: Luca Scarcella

- Under 15[74]
  - Allenatore: Mirko Lombardo

### Piazzamenti
- Under 19:
  - Campionato: vincitore[75]
  - Coppa Italia: vincitore[76]
  - Viareggio Women's Cup: vincitore[77]

- Under 17:
  - Campionato: semifinale (in corso)[78]

- Under 15:
  - Campionato: finale (da disputare)[78]